# التقنين الدولي للوصف الببليوجرافي

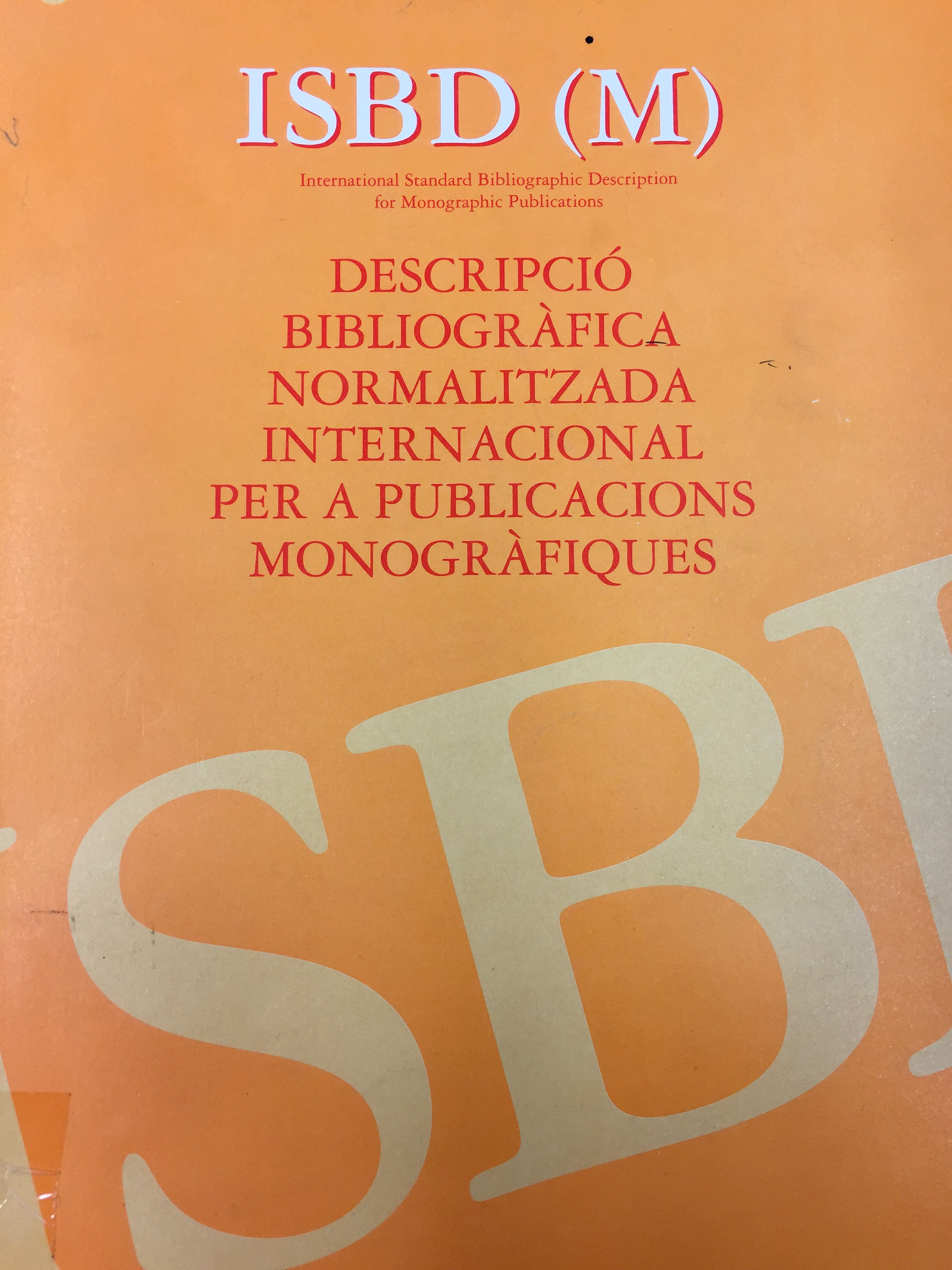

التقنين الدولي للوصف الببليوجرافي أو اختصاراً تدوب وهو مجموعة من التقنينات التي اعتمد أولها بواسطة لجنة الفهرسة التابعة للاتحاد الدولي لجمعيات ومؤسسات المكتبات (افلا) في اجتماعها الذي عقدته أثناء الاجتماع الدولي للاتحاد في لفربول عام 1971، ونشرته اللجنة في نفس السنة

## الهدف
وهدف هذه التقنينات هو توفير معايير موحدة لإعداد الجانب الوصفي للمداخل الببليوجرافية (كما تشمل مداخل الفهارس) التي تجهزها الهيئات القومية للببليوجرافيا والفهرسة في جميع الدول. وقد استعملت الببليوجرافيا الوطنية البريطانية تلك التقنينات التي لا تختلف كثيرا عن قواعد الفهرسة الأنجلو- أمريكية، على الرغم من أنها لا تتبعها في بعض الجوهريات. وقد خصص التقنين الأول للكتب المطبوعة، ثم تبعته تقنينات أخرى للتعامل مع الدوريات والمواد السمعية البصرية. وقد استعمل المختصر (تدوب) في اللغة العربية الذي هو اختصار للتقنين.